# Адміністративний устрій Шепетівського району (1923—2020)
Адміністративний устрій Шепетівського району — адміністративно-територіальний поділ Шепетівського району Хмельницької області на 3 сільські громади, 1 селищну та 4 сільські ради, які об'єднують 69 населених пунктів та підпорядковані Шепетівській районній раді. Адміністративний центр — місто Шепетівка, що є містом обласного значення та до складу району не входить.

## Список громадШепетівського району
- Грицівська селищна громада
- Ленковецька сільська громада
- Плесенська сільська громада
- Судилківська сільська громада

## Список радШепетівського району
| № | Назва                      | Центр         | Населені пункти                                                             | Площа км² | Місце за площею | Населення (2001), чол. | Місце за населенням |
| - | -------------------------- | ------------- | --------------------------------------------------------------------------- | --------- | --------------- | ---------------------- | ------------------- |
| 1 | Городнявська сільська рада | с. Городнявка | с. Городнявка с. Бронники с. Дубіївка с. Заморочення с. Червоний Цвіт       | 7,355     | 3               | 1608                   | 3                   |
| 2 | Корчицька сільська рада    | с. Корчик     | с. Корчик с. Романів с. Хутір                                               | 6,846     | 4               | 1989                   | 2                   |
| 3 | Михайлюцька сільська рада  | с. Михайлючка | с. Михайлючка с. Конотоп с. Майдан-Лабунь с. Судимонт с. Хмелівка с. Цмівка | 8,063     | 1               | 2400                   | 1                   |
| 4 | Рилівська сільська рада    | с. Рилівка    | с. Рилівка с. Круглик с. Сенігів с. Цвіт                                    | 4,472     | 6               | 738                    | 6                   |

* Примітки: м. — місто, с-ще — селище, смт — селище міського типу, с. — село